# Queen’s Park (Grenada)
Queen’s Park lub National Cricket Stadium – stadion znajdujący się w Saint George’s, stolicy Grenady. Używany jest do meczów krykieta. Mieści 20 000 osób. Został wybudowany w 2000.